# شبکه پروتئین

### تعامل پروتئین- پروتئین
علم شبکه، به بررسی شبکه های مختلف و ساز و کار آن ها می پردازد که یکی از آن ها شبکه های زیستی است. از جمله شبکه های زیستی می توان به شبکه ی برهمکنش پروتئین-پروتئین(Protein–protein Interaction Network)،  اشاره کرد که در آن راس ها، پروتئین ها و یال ها تعاملات و برهمکنش های بین پروتئین ها هستند. برهم کنش میان پروتئین ها را می توان ناشی از نوع نیروهای الکتروستاتیک، پیوندهای هیدروژنی و آب گریزی دانست.
تعاملات بین پروتئین‌ها برای اکثر عملکردهای زیست شناختی مهم هستند. به عنوان مثال، سیگنال‌های سطح خارجی یک سلول توسط تعامل پروتئینی بین مولکولهای سیگنالی به داخل سلول هدایت می‌شوند.
این فرایند را انتقال سیگنال می‌نامند که نقش اساسی در بسیاری از فرایندهای بیولوژیکی و در بسیاری از بیماری ها (به عنوان مثال سرطان) بازی می‌کند. یک پروتئین ممکن است در حال حمل یکی دیگر از پروتئین هاباشد. (برای مثال، از سیتوپلاسم به هسته یا بالعکس به وسیله ایمپورتین منافذ هسته‌ای)، یا به‌طور خلاصه یک پروتئین ممکن است با یک پروتئین دیگر برهم کنش داشته باشد فقط برای اینکه آن را تغییر دهد (برای مثال، پروتئین کیناز یک فسفات را به پروتئین هدف اضافه می‌کند).

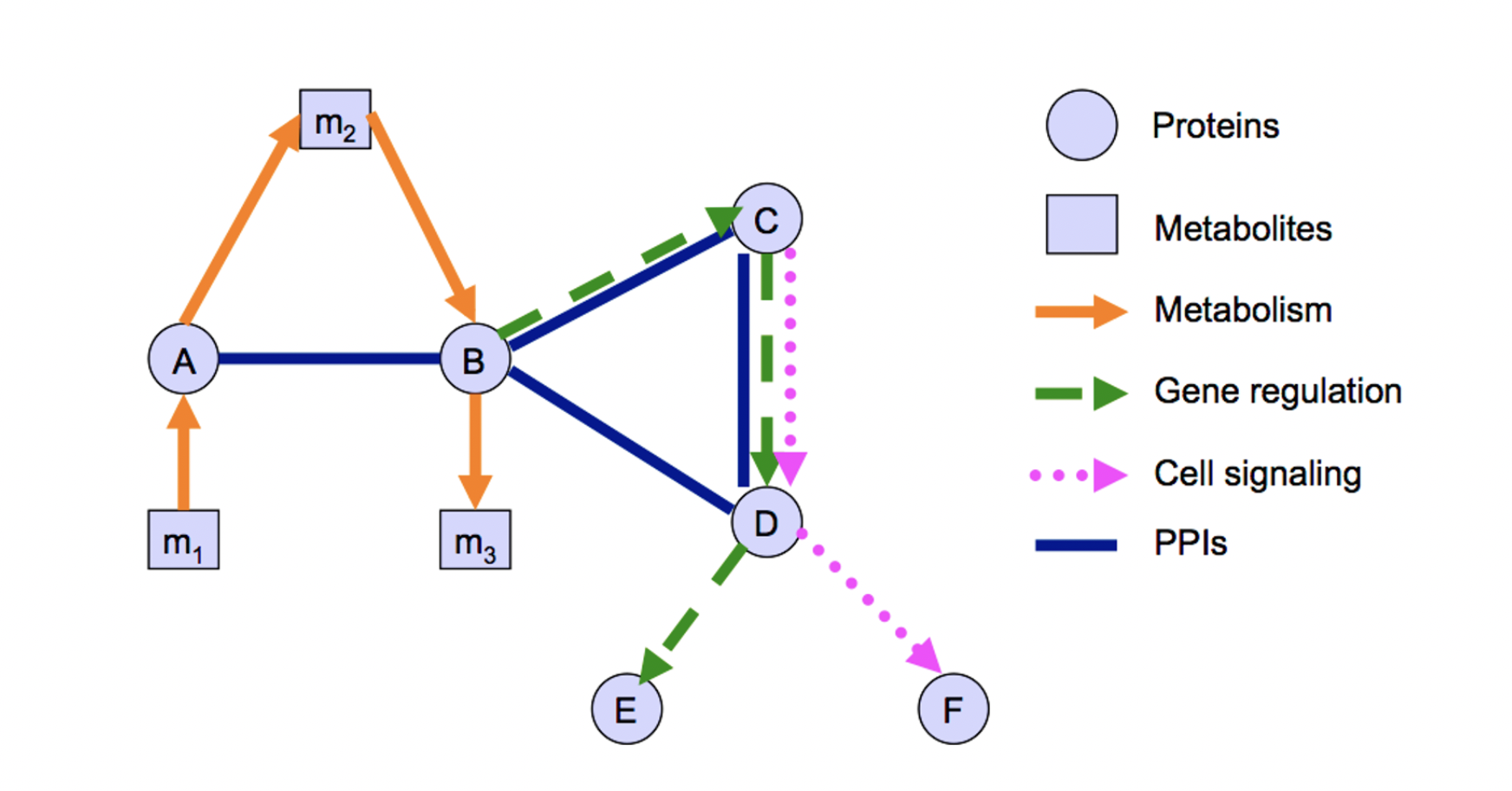
نمونه ی ساده ای از برهم کنش های زیستی همانند پروتئین ها

این تغییر خود به خودی پروتئین می‌تواند تعامل پروتئین ها را تغییر دهد. برای مثال، برخی از پروتئین‌ها با دومین SH۲ فقط زمانی به پروتئین‌های دیگرمتصل می‌شوند که در آن‌ها اسید آمینه تیروزین فسفریله شده باشد یا اینکه اسید آمینه لایزین در برومودومین استیله شده باشد. در نتیجه، تعامل پروتئین-پروتئین برای هر فرایندی در سلول زنده از اهمیت مهمی برخوردار هستند. اطلاعات در مورد این تعاملات درک ما را از بیماری‌ها و تاثیرات دارویی بهبود ببخشند  و می‌توانند پایه و اساس روش‌های جدید درمانی را فراهم کنند.
تعاملات پروتئین ها آنقدر مهم هستند که روش‌های بسیاری برای تشخیص آن‌ها وجود دارد. هر روش با توجه به حساسیت و ویژگی‌هایی خود دارای نقاط ضعف و قوت هستند. یکی از این روش ها ترسیم شبکه ی پروتئین ها و بررسی ویژگی های آن است.
برای بررسی و پیش بینی برهم کنش های پروتئینی از دو روش کامپیوتری و تجربی استفاده می شود که به تفضیل به آن می پردازیم.
روش تجربی
1. روش بیولوژیکی : منبع اصلی دانش موجود از فعل و انفعالات پروتئین ها از روش‌های بیوفیزیکی، به‌ویژه از روش‌های مبتنی بر اطلاعات ساختاری (مانند کریستالوگرافی اشعه ایکس، طیف‌سنجی NMR، فلورسانس، میکروسکوپ  اتمی) به دست امده است.
2. High-Throughput methods
3. نمونه ای از شبکه ی پروتئین ها با استفاده از روش مخمر دو هیبریدی :پروتئین انسان (سمت راست)پروتئین مخمر (سمت چپ)مخمر دو هیبریدی (Y2H) یکی از روش های رایج  است. سیستم Y2H تعامل دو پروتئین داده شده را با ادغام هر یک از آنها به یک دامنه اتصال رونویسی بررسی می کند. اگر کمپلکس رونویسی فعال شود، به این معنی است که پروتئین ها با هم تعامل دارند. در این شرایط یک ژن گزارشگر رونویسی می شود که محصول آن قابل تشخیص است.

روش کامپیوتری

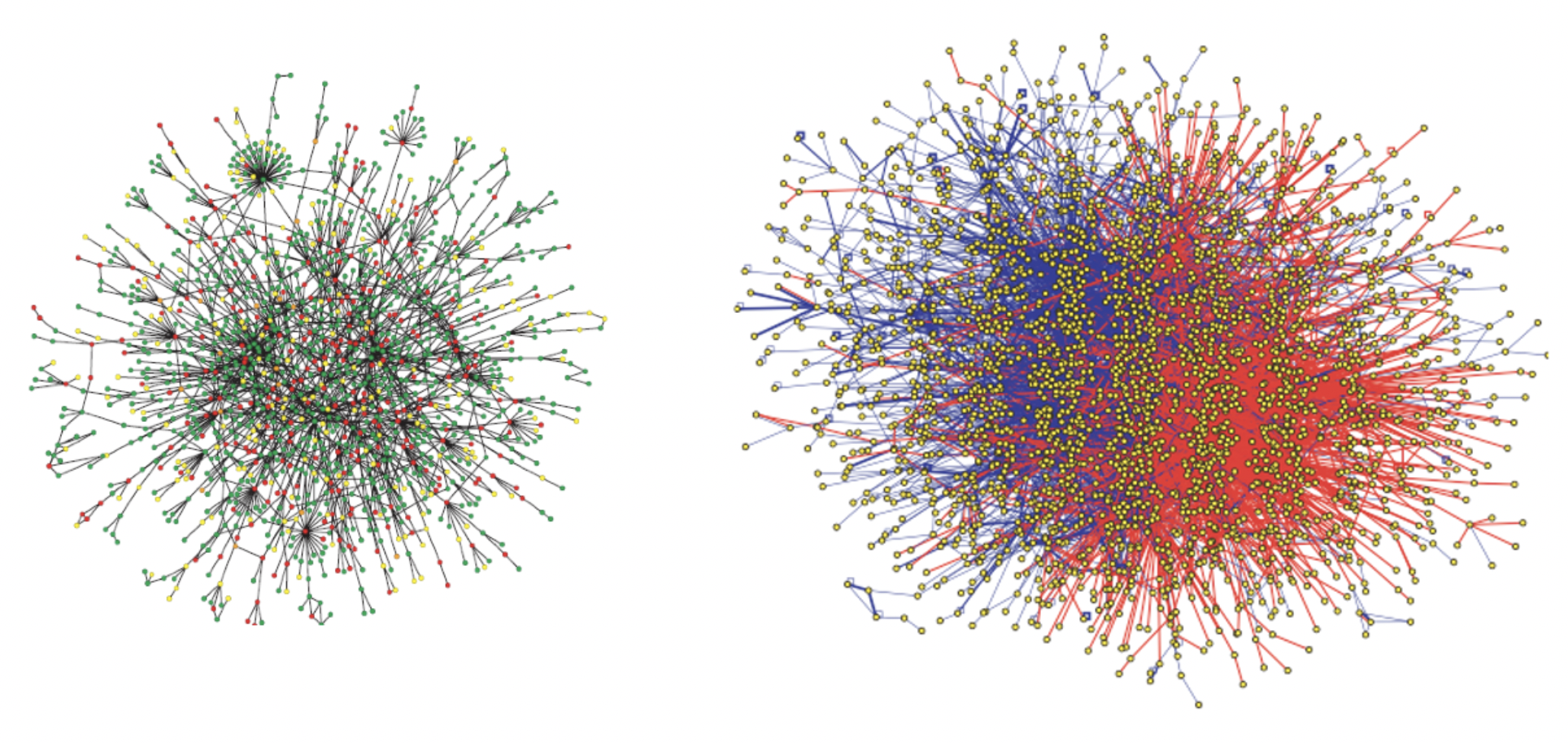
نمونه ای از شبکه ی پروتئین ها با استفاده از روش مخمر دو هیبریدی :پروتئین انسان (سمت راست)پروتئین مخمر (سمت چپ)

اگرچه روش‌های بیوفیزیک تجربی می‌توانند جزئیات تعامل خاصی را ارائه دهند، اما دارای برخی کمبودها هستند. آنها گران، بسیار پر زحمت هستند . پیش‌بینی PPIها را می‌توان با رویکردهای محاسباتی به‌عنوان یک جایگزین سریع و ارزان برای تلاش‌های آزمایشی انجام داد. علاوه بر این، روش کامپیوتری برای تایید داده های تجربی مفید هستند . مهمتر از آن، چنین این روش‌ فرصت زیادی را برای دنبال کردن پروتئین‌ها در چارچوب شبکه‌های تعاملی آن‌ها در سطوح عملکردی مختلف (به عنوان مثال در سطح پیچیده، مسیر، سلول یا ارگان) فراهم می‌کند. علاوه بر این، چنین رویکردهایی حتی اطلاعاتی در مورد جزئیات تعامل (مثلاً دامنه برهم کنش) ارائه می دهند، که ممکن است با روش تجربی هم خوانی نداشته باشد.

### شبکه[۲][۳]
مفهوم نظریه گراف شبکه اولین بار در قرن 18 توسط لئونارد اویلر توسعه یافت، اما تا زمان ظهور سیستم های کامپیوتری در شبکه های پیچیده واقعی (مانند شبکه های بیولوژیکی) استفاده نشد . تا اینکه در قرن بیستم سه پیشرفت اصلی در نظریه گراف رخ داد، نظریه گراف تصادفی، شبکه های جهان کوچک و شبکه بی مقیاس. تئوری گراف تصادفی توسط گیلبرت، اردوش و رینی در سال 1959 توسعه یافت. این مدل از یک احتمال معین برای قرار دادن یک یال بین دو راس استفاده می کند، بدون توجه به احتمال اینکه یال های دیگر در کجا قرار می گیرند. از آنجایی که نظریه گراف تصادفی، هم خوانی کمی با داده‌های دنیای واقعی داشت، دو یافته مرتبط با ساختار شبکه‌های دنیای واقعی کشف شد: شبکه‌های دنیای کوچک و شبکه‌های بی مقیاس. دو ویژگی از شبکه های جهان کوچک ویژگی بسیاری از شبکه‌های دنیای واقعی از جمله شبکه‌های برق، شبکه‌های اجتماعی و نمودارهای تماس تلفنی را نشان می‌دهند . با این حال ممکن است مدل مناسبی برای اکثر شبکه های پروتئینی پیچیده نباشند.

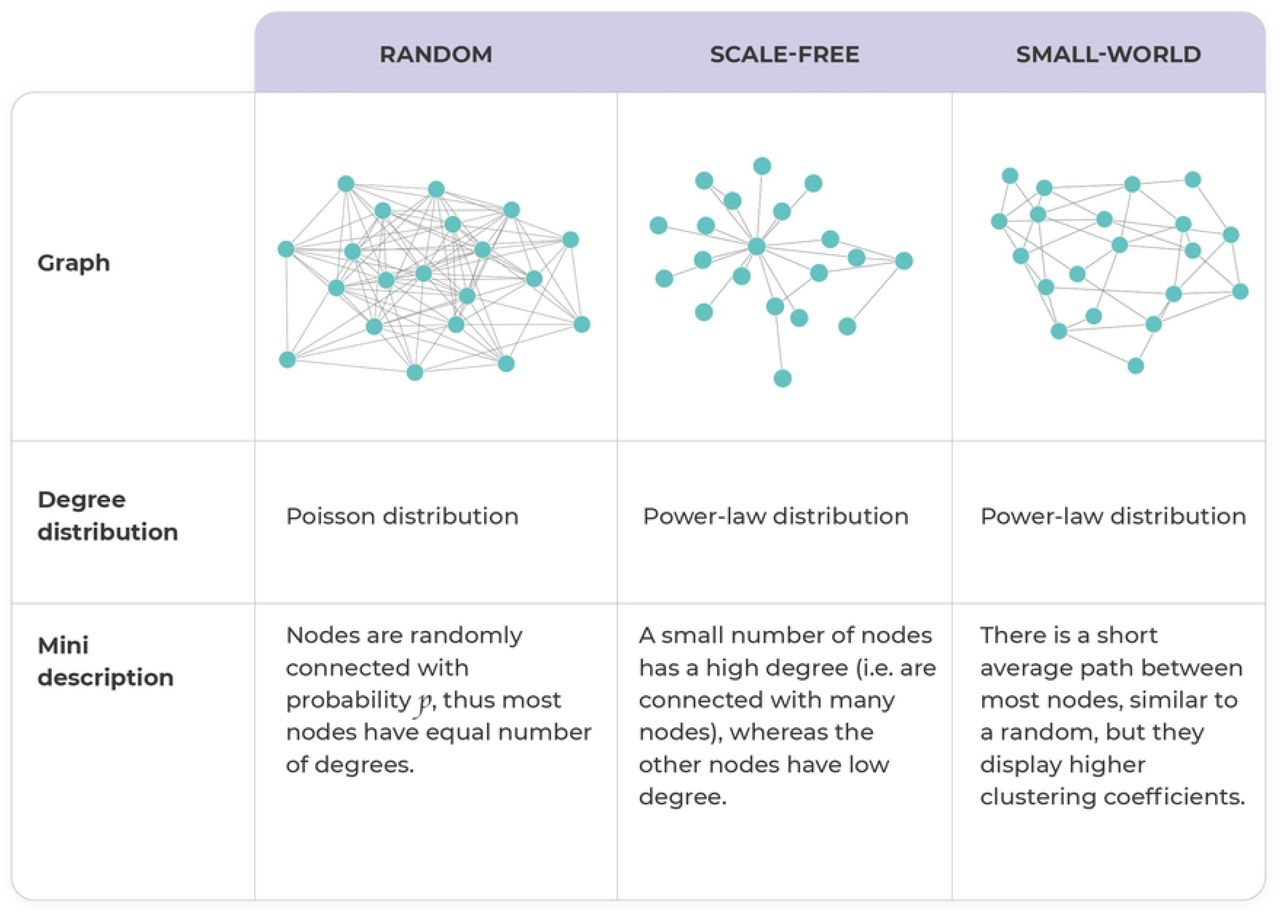
مقایسه ی شبکه بی مقیاس و جهان کوچک با شبکه رندوم

شبکه های بی مقیاس اولین بار به طور رسمی توسط آلبرت و باراباسی معرفی شدند . ویژگی اصلی آنها این است که توزیع درجه (یعنی تعداد یال ها یا درجه راس ها) از  قانون قدرت پیروی می کند که در آن تقریبا بیشتر راس ها درجه کمی دارند، و تعدادی راس با درجه بسیار زیاد وجود دارد که شاه راس یا hub نامیده می شوند. و  بعدها پیشنهاد شد که شبکه‌های تعامل پروتئین-پروتئین از توزیع قانون قدرت تبعیت می‌کنند.

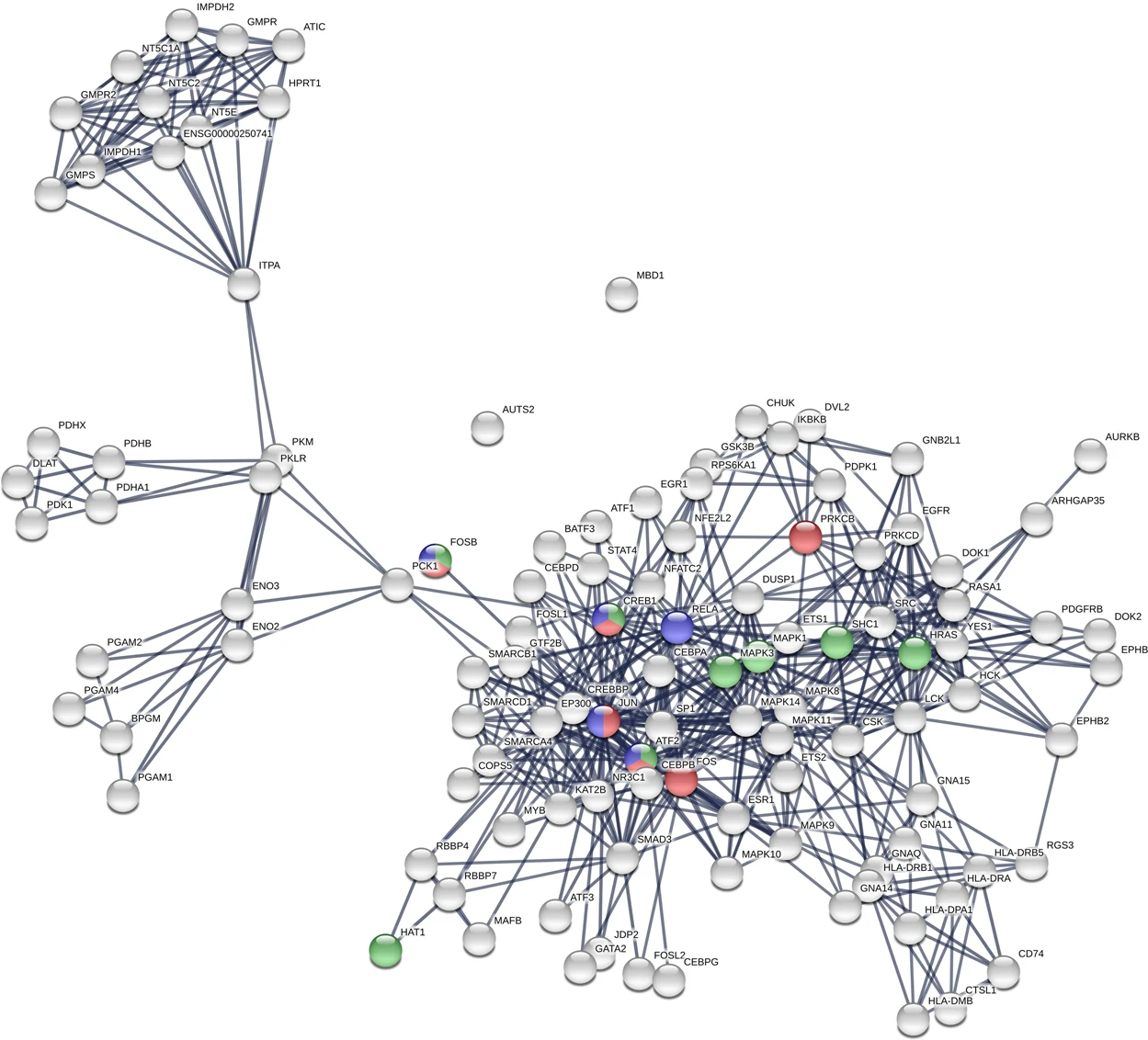

#### شبکه پروتئین ها
ساختار شبکه های برهمکنش پروتئین در مطالعات اخیر در چند گونه متفاوت مورد بررسی قرار گرفته است. این مطالعات نشان داده است که بدون در نظر گرفتن نوع گونه ها، شبکه های پروتئینی شناخته شده، از نوع شبکه های بی مقیاس هستند. این بدان معناست که برخی از پروتئین‌های هاب نسبت زیادی از برهمکنش‌ها را دارند. بی مقیاس بودن شبکه ی پروتئین ها مزایای به خصوص خود را دارد که در زیر به آن اشاره شده است.
1. اگر به شبکه پروتئین حمله شود، و خرابی به طور تصادفی صورت بگیرد راس های بیرونی تر که اتصالات کمتر (درجه راس کمتر) دارند آسیب میبینند و پروتئین های اصلی (شاه راس ها )سالم می مانند.
2. اگر خرابی به شاه راس آسیب بزند، کل شبکه از بین نمی رود و باقی مانده ی آن به شکل دیگری از شبکه باقی می ماند.
3. تعداد راس ها یا یال ها اهمیت ندارد و شبکه ویژگی های خودش را از دست نمی دهد.
4. اگر چند شاه راس را از دست بدهیم، شبکه به چند گراف غیر متصل (ایزوله) تبدیل می شود.
5. هاب ها معمولا دارای ژن های ضروری یا کشنده هستند. به عنوان مثال در کیس سرطان، بسیاری از پروتئین های متصل به سرطان، شاه راس ها هستند.[۳]

فعل و انفعالات پروتئین-پروتئین اغلب منجر به "فعال شدن" یا "سرکوب" یکی از پروتئین های متقابل می شود. چنین اثراتی را می توان در یک شبکه PPI با "علائم" ( "فعال سازی" یا "بازداری") روی یال ها نشان داد.  و از عبارت Signed Network  برای نشان دادن آن اسفاده می کنند. شبکه های امضا شده اغلب با نام گذاری یال ها به عنوان مثبت یا منفی بیان می شوند. یک برهمکنش مثبت، تعاملی است که در آن برهمکنش منجر به فعال شدن یکی از پروتئین ها می شود. برعکس، یک برهم کنش منفی نشان می دهد که یکی از پروتئین ها غیرفعال شده است. می توان این برهم کنش ها را با جهت یال ها نیز نشان داد و شبکه را جهت دار کرد. جهت یال نشان دهنده فعال یا کشتن پروتئین متصل آن می شود.
شبکه‌های برهمکنش پروتئین-پروتئین اغلب در نتیجه آزمایش‌های تجربی مانند مخمر دو هیبریدی ساخته می‌شوند. با این حال، این روش ها مقداری از اطلاعات مورد نیاز را برای تعیین نوع تعامل به ما نمی دهند تا بتوان نوع برهم کنش و یال(مثبت یا منفی بودن یال) را به نمودارهای شبکه نسبت داد.
یک نمونه از نمودار برهمکنش مولکولی تولید شده، نمودار کنترل چرخه سلولی کورت کوهن در سال 1999 است. در سال  2000 کورت، شویکوفسکی و همکارانشان مقاله ای در مورد شبکه برهم کنش های پروتئین ها را در مخمر منتشر کرد که 1548 پروتئین متقابل تعیین شده توسط غربالگری دو هیبریدی را به هم مرتبط می کند. آنها از یک روش رسم نمودار برای یافتن محل قرارگیری اولیه راس ها استفاده کردند و سپس با استفاده از یک الگوریتم مبتنی بر نیرو، طرح را بهبود بخشیدند.
ابزارهای بیوانفورماتیک برای ساده سازی کار دشوار مدل سازی شبکه های برهمکنش مولکولی و تکمیل آنها با انواع دیگر داده ها توسعه یافته اند. به عنوان مثال، Cytoscape یک نرم افزار است که به طور گسترده مورد استفاده قرار می گیرد و پلاگین های زیادی در حال حاضر در دسترس هستند.

##### شبکه پروتئین ها و بیماری
شبکه های پروتئینی منابع مفیدی برای شناسایی مسیرهای جدید برای به دست آوردن دانش اولیه بیماری ها هستند. زیرشبکه‌های برهمکنش پروتئینی گروهی از پروتئین‌هایی هستند که در  مسیرهای عملکردی با یکدیگر در تعامل هستند.

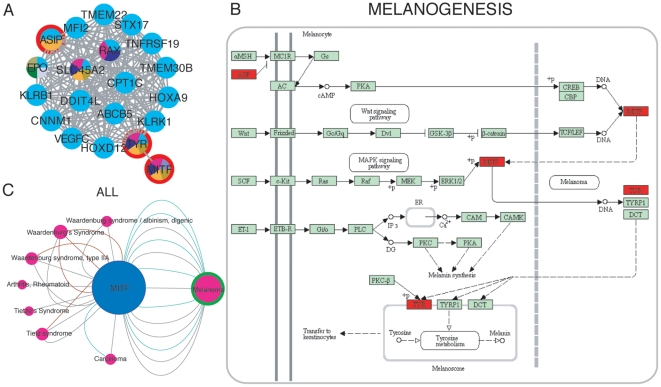

برخی از یافته‌هایی که با ترکیب PPI و تجزیه و تحلیل مسیر آشکار شده‌اند در اینجا هستند: (الف) بیش از 39000 برهمکنش پروتئینی در سلول انسانی شناسایی شده است  (ب) اگرچه، در چند بیماری مانند سرطان، ژن‌های بیماری تمایل که در شاه راس ها باشند، اما به طور کلی برای اکثر بیماری ها ژن اهمیت ندارد.  (ج) ژن های بیماری تمایل دارند با هم خوشه شوند و همزمان در مرکز شبکه رخ می دهند . (د) پروتئین‌های دخیل در فنوتیپ‌های مشابه (مثلاً همه پروتئین‌های سرطانی) بسیار به هم مرتبط هستند . (ه) شبکه های ویروسی به طور قابل توجهی با شبکه های سلولی متفاوت هستند، که این فرضیه را مطرح می کند که سایر پاتوژن های درون سلولی نیز ممکن است توپولوژی های متمایز داشته باشند . (و) بیماری‌های مختلف اغلب علائم مشابهی دارند زیرا از فرآیندهای بیولوژیکی جداگانه اما از مسیرهای مولکولی مشترک استفاده می‌کنند.
قابل توجه است که از شبکه های PPI می توان برای کشف تفاوت بین حالت های سالم و بیمار استفاده کرد . از آنجایی که شناسایی برهم‌کنش پروتئین‌های مرتبط با بیماری می‌تواند به ما توانایی تشخیص ژن‌های مرتبط با بیماری بدهد (یعنی ژن‌های کدکننده پروتئین‌های متقابل، ژن‌های احتمالی ایجادکننده بیماری هستند)، مطالعات برهم‌کنش پروتئین نقش عمده‌ای در پیش‌بینی ارتباط ژنوتیپ - فنوتیپ دارند. بنابراین، یکی از بهترین راه‌ها برای شناخت بیشتر ژن‌های بیماری جدید، مطالعه برهمکنش پروتئین‌های مرتبط با بیماری شناخته شده است. 

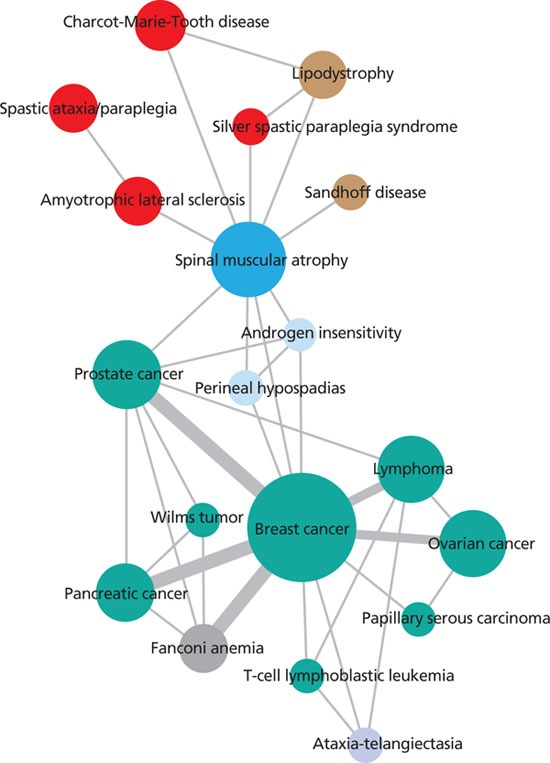

در طراحی دارو نیز شبکه ی بیماری و پروتئین ها اهمیت دارد زیرا تاثیر دارو بر هرکدام از راس ها اثرگذاری دارو بر بیماری را تغییر خواهد داد.برای مثال، اگر هدف اثر دارو یک شاه راس باشد، مهار آن ممکن است بر بسیاری از فعالیت‌هایی که برای عملکرد مناسب سلول حیاتی هستند تأثیر بگذارد و بنابراین ممکن است به عنوان یک هدف دارویی نامناسب باشد. از سوی دیگر، گره‌های کمتر متصل (به عنوان مثال راس هایی که مسیر بیماری را تحت تأثیر قرار می‌دهند) می‌توانند نقاط حساس شبکه مرتبط با بیماری را باشند که کاندیدای مناسب‌تری برای اهداف دارویی هستند.

## نتیجه گیری
با بررسی و تعیین خواص شبکه‌های برهم کنش پروتئینی می‌توان اساس مولکولی بیماری‌ها را فهمید، که به نوبه خود می‌تواند روش‌های پیشگیری، تشخیص و درمان را به ما نشان دهند. بنابراین، می‌تواند فرصتی برای تفسیر رفتارها و تغییرات بیولوژیکی پیچیده (در پویایی شبکه) مرتبط با بیماری‌های پیچیده مانند سرطان و بیماری‌های خودایمنی فراهم کند. این روابط شبکه ای ابزار جدیدی را برای توسعه درمان های مولکولی نشان می دهد که در آن شبکه به جای مولکول های فردی در شبکه، هدف درمان است. از این رو، ما انتظار داریم که چنین دیدگاه سیستمی باید برای بیماری‌های پیچیده مانند سرطان‌ها و بیماری‌های خودایمنی که به تشخیص و درمان‌های کارآمد جدید نیاز دارند، قابل اجرا باشد و فرصت‌های جدیدی را برای افزایش درک ما از بیماری‌های پیچیده ارائه دهد.
منابع
Network analysis of protein interaction data  Written by Pablo Porras Millan, David Ochoa ,Matt Z. Rogon, Luz Garcia Alonso, Denes Turei
Protein-protein interaction networks (PPI) and complex diseases. Written by Nahid Safari-Alighiarloo, Mohammad Taghizadeh, Mostafa Rezaei-Tavirani, Bahram Goliaei, and  Ali Asghar Peyvandi
صفحه ویکی پدیا انگلیسی برهم کنش پروتئین ها 
صفحه ویکی پدیا فارسی برهم کنش پروتئین ها
1. 1 2 3 4 5  "تعامل پروتئین-پروتئین". ویکی‌پدیا، دانشنامهٔ آزاد. 2023-11-04.
2. 1 2 3 4 5  Safari-Alighiarloo, Nahid; Taghizadeh, Mohammad; Rezaei-Tavirani, Mostafa; Goliaei, Bahram; Peyvandi, Ali Asghar (2014). "Protein-protein interaction networks (PPI) and complex diseases". Gastroenterology and Hepatology From Bed to Bench. 7 (1): 17–31. ISSN 2008-2258. PMC 4017556. PMID 25436094.
3. 1 2 3 4  EMBL-EBI. "Network analysis of protein interaction data - An introduction". www.ebi.ac.uk (به انگلیسی). Retrieved 2024-01-03.
4. 1 2 3  "Protein–protein interaction". Wikipedia (به انگلیسی). 2023-12-29.